# Кривошапка Антоніна Володимирівна
Антоніна Володимирівна Кривошапка  (рос. Антонина Владимировна Кривошапка, 21 липня 1987) — російська легкоатлетка, олімпійська медалістка.

## Виступи на Олімпіадах
| Олімпіада   | Дисципліна              | Місце                  |
| ----------- | ----------------------- | ---------------------- |
| Лондон 2012 | біг на 400 метрів       | 6 дискваліфікація      |
| Лондон 2012 | естафета 4 x 400 метрів | Срібло дискваліфікація |

У 2017 році рішенням МОК була позбавлена нагороди Олімпійських ігор 2012 в естафеті 4×400 м через дискваліфікацію після виявлення в її пробах допінгу. 19 квітня 2017 року Всеросійська федерація легкої атлетики повідомила, що Антоніна Кривошапка добровільно зізналася у застосуванні допінгу. У неї було виявлено заборонений препарат дегідрохлорметилтестостерон. Вона підписала, запропоновану Міжнародною асоціацією легкоатлетичних федерацій форму визнання, що передбачає зниження термінів дискваліфікації спортсменів до двох років, а також повернення спортсменом медалей та зароблених преміальних. Результати, показані нею між 2013 та 2015 роками, анульовані..